# Анрі Пуссер
Анрі Пуссер (фр. Henri Pousseur, 23 червня 1929, Мальмеді, Валлонія – 6 березня 2009, Брюссель) – бельгійський композитор, педагог. 

## Біографія
Музичну освіту отримував у Льєзькій (1947–1952) та Брюссельській консерваторіях (1952–1953), де став членом групи композиторів-авангардистів «Варіації». Брав приватні уроки композиції в А.Сурі та П'єра Булєза. В 1950-ті рр. брав активну участь в міжнародному авангардному русі разом із Булезом, Карлгайнцем Штокгаузеном, Лучано Беріо, Луїджі Ноно, Бруно Мадерною й іншими композиторами, що і визначило подальший шлях його творчої діяльності. 
У 1958 р. Пуссер засновує студію електронної музики у Брюсселі. У 1960-70 рр. викладав у Дармштадті, Кельні, Базелі, Бостоні, Буффало. З 1971 р. професор у Королівській Льєзькій консерваторії, де створив Центр музичних досліджень та освіти Валлонії. Будучи директором цієї консерваторії, зумів привнести «свіжий» струмінь в сферу музичної педагогіки. У 1984–1987 рр. керував Педагогічним інститутом в Парижі.

## Стилістика творчості
В 40-ві поч. 50-х перебував під впливом творчості Антона Веберна, згодом захоплюється електронною музикою. В 1960-х рр. Анрі Пуссер розробляв концепцію алеаторики, а в 70-ті експериментував, використовуючи у своїх творах імпровізаційні епізоди. Автор більш як 200 творів різних жанрів, а також багатьох статей і декількох книг. Найбільша і найвагоміша його музикознавча праця — трактат «Апофеоз Рамо».
Найбільш знаковий твір Пуссера – варіабельна опера-фантазія «Ваш Фауст» (1960—1968) – виник в результаті багаторічного творчого союзу із французьким письменником Мішелем Бютором. Після закінчення опери, в 1968 р. Пуссер видає теоретичну працю «Апофеоз Рамо» («L’Apothéose de Rameau (Essai sur la question harmonique)») в якій узагальнює свої композиторські пошуки на цьому етапі творчості. Вперше опублікована в цьому ж році французькою мовою, а у 1987 р. у Дармштадті вийшов німецький переклад цієї праці. 
|  | «Чому «Апофеоз Рамо»…? Тому що, ви, дорогий П’єр Булєз, сказали, одного разу, що «ера Рамо» закінчилась. Я ж, навпаки, запитую вас, <…> не краще б було розвивати і розширювати його ідеї, як ви запропонували уже давно «відносно Веберна» і як я пропоную тут «відносно Рамо». |

## Періодизація
До раннього періоду належать такі його твори, як Prospection (1952–1953) для трьох фортепіано, настроєних у різницю в 1/6 тона; Сейсмограми І,ІІ (Seismogrammes) (1953) – його перша проба в сфері електронної музики; Симфонія для 15 солюючих інструментів (1955); Квінтет пам’яті Антона Веберна для кларнета, бас-кларнета, скрипки, віолончелі і фортепіано (1955). Наприкінці 50-х рр. Пуссер приходить до ідеї відкритої форми – в таких творах, як Scambi (1957) і Рух (Mobile) для 2-х фортепіано (1957–1958). В цей же період творчості він публікує численні теоретичні праці, присвячені аналізу музики Веберна, а також відображенню його власної творчої естетики.   
В 1960-ті рр. Анрі Пуссер плідно займається проблемою алеаторичних творів. У зв’язку із цим, засновує в Брюсселі студію  «Musiques nouvelles» і спеціальний інструментальний ансамбль з тією ж назвою. Твори: Répons для декількох виконавців (1960); «Ваш Фауст» – вільна оперна фантазія для 5 драматичних акторів, вокального квартету, 12 музикантів і магнітних записів (1967). «Опера буквально зіткана з цитат, запозичених із різноманітних літературних та музичних творів, пов’язаних з темою Фауста. Варіабельність сюжету визначається публікою, яка робить свій вибір із декількох існуючих варіантів дії».    
Зрілий період позначений експериментальними і «свіжими» опусами: Ефемериди Ікара ІІ для фортепіано і 2 груп музикантів (1970); Paraboles-Mix для електроніки (1972); Згини для альта; La Paganania для скрипки соло (1982);  La Paganania seconda для віолончелі соло (1982) та безліч інших творів. У 2000 р. композитор створив електро-акустичний ансамбль, призначений для виконання в архітектурному комплексі Філіпа Саміна музичного дійства «Шістнадцять планетарних пейзажів» (Seize Paysages planétaires). У 2002 р. Пуссер реалізував цифрові «картини» для п’яти із цих пейзажів завдяки програмі Енріко Баньолі «Open Media», що допомогло реалізувати рухи у постійних трансформаціях. Створена таким чином електронна композиція «Планетарні голоси і пейзажі» (Voix et Vues planétaires) – з поетичними текстами М.Бютора у виконанні самого автора – була запрезентована у Брюсселі наприкінці 2004 р. 

## Твори про музику
- Fragments Théorique I: sur la musique expérimentale. Bruxelles: Université Libre de Bruxelles, 1970
- Musique, sémantique, société. Paris; Tournai: Casterman, 1972
- Schumann le Poète: 25 moments d’une lecture de Dichterliebe. Paris: Klincksieck, 1993
- Musiques croisées. Paris: L’Harmattan, 1997
- Ecrits théoriques, 1954—1967. Sprimont: Mardaga, 2004

Автор праць про музику Рамо, Веберна, Стравінського, проблеми музичної освіти.